# Mugatare
Mugatare är ett periodiskt vattendrag i Burundi.   Det ligger i provinsen Ruyigi, i den centrala delen av landet, 110 kilometer öster om huvudstaden Bujumbura.
Omgivningarna runt Mugatare är en mosaik av jordbruksmark och naturlig växtlighet. Runt Mugatare är det ganska tätbefolkat, med 207 invånare per kvadratkilometer.